# Citroën CX
La Citroën CX è un'autovettura prodotta dalla casa francese Citroën dal 1974 al 1991 e insignita del titolo di Auto dell'anno nel 1975.

## Storia e profilo

### Genesi del modello
L'idea di proporre una vettura di alta gamma da inserire nel listino Citroën cominciò a diffondersi nei meandri del quartier generale della Casa francese già nella prima metà degli anni sessanta. Risale al 1964 uno dei primi schizzi ipotizzati da uno dei più autorevoli giornalisti automobilistici francesi di sempre, René Bellu. Ciò testimoniava il fatto che alla Citroën già si stava pensando a un modello che potesse sostituire degnamente la pluricelebrata DS. Tale modello, oramai non era più freschissimo di lancio (era nato nel 1955), nonostante i suoi indubbi contenuti tecnici e stilistici, che per moltissimi versi rimarranno insuperati per decenni. In realtà, questo progetto finì per non essere prioritario nella tabella di marcia della Citroën. La maggior parte degli sforzi della Casa, infatti, fu concentrata nella progettazione di un modello intermedio da interporre tra la Ami 6 e la gamma ID, quest'ultima una versione economica della DS. Tale progetto, poi sfociato nella GS, finì per ritardare considerevolmente i tempi di gestazione della nuova ammiraglia. Pertanto, mentre si diede maggior spazio al modello medio, la DS non venne cancellata dai listini, ma anzi venne aggiornata e rinnovata in maniera considerevole.
Nel frattempo, nello stabilimento torinese della Pininfarina venne realizzato un prototipo dalle linee aerodinamiche. Tale prototipo, realizzato per la BMC, la quale stava lavorando a un'unica sostituta per i modelli di fascia media e alta della sua gamma, venne scartato dal colosso d'oltremanica, ma finì invece per interessare il centro stile Citroën. Siamo a questo punto nel 1967: il prototipo aerodinamico previsto per la BMC arrivò a influenzare quelle che furono le esigenze stilistiche per la futura GS, ma anche quelle che avrebbero caratterizzato la futura ammiraglia della Casa del "double chevron".
Fu così che all'inizio del 1968 venne varato il cosiddetto "progetto L", volto alla realizzazione dell'erede dei modelli ID e DS. Sfortunatamente, l'enormità di spese sostenute per il progetto destinato alla GS, unito ad altre mosse azzardate come gli studi sul motore Wankel e l'acquisizione della Maserati, avvenuta sempre nel 1968, assottigliarono notevolmente i fondi destinabili allo sviluppo della nuova vettura. Pertanto le specifiche del progetto L imposero di non andare a cercare nuove soluzioni fuori dal coro, ma di far semplicemente tesoro del meglio di quanto già visto e sperimentato sulla DS, con la possibilità, per le versioni di punta, di poter usufruire anche di alcune soluzioni già presenti sulla prestigiosa SM. La necessità di contenere gli investimenti si fece più pressante al momento di considerare lo sviluppo della parte meccanica: si decise così di adottare motorizzazioni derivate dalla DS, ferme restando altre soluzioni come le sospensioni idropneumatiche, irrinunciabili in un modello di fascia alta destinato a sostituire quello che le aveva introdotte per primo. La mancanza di nuove soluzioni tecniche innovative spinse i responsabili del progetto a puntare maggiormente sulla modernità delle linee del corpo vettura. Perciò il prototipo BMC realizzato da Pininfarina venne preso come punto di riferimento per disegnare le linee della carrozzeria. Il compito fu affidato all'équipe guidata da Robert Opron, succeduto nel 1964 al grande Flaminio Bertoni, in seguito alla morte di quest'ultimo. Non mancarono anche vagli di possibilità con soluzioni a tre volumi, più classiche, ma alla fine i vertici della Casa francese approvarono la configurazione con carrozzeria aerodinamica a due volumi.
Ad uno dei collaboratori di Opron, Michel Harmand, fu assegnato il compito di disegnare gli interni, in particolare la plancia e il cruscotto. Dal suo talento nacque il famoso cruscotto a "lunula". Inoltre, grazie all'apporto di altri estrosi designer, tale cruscotto fu dotato di un nuovo tipo di strumentazione, non più a quadranti, ma a scala rotante o, come spesso viene definita, "a tamburo rotante". Tale genere di strumentazione diverrà col tempo una caratteristica tipica delle Citroën di fascia media e alta degli anni settanta, anche se però, nel caso specifico del contagiri, quest'ultimo aveva una certa inerzia di funzionamento nei cambi repentini di regime, e quindi non era del tutto preciso. Nel frattempo, Opron procedette a un lavoro di affinamento progressivo del corpo vettura, reso in parte più semplice dal fatto che una delle specifiche originarie imponeva di rinunciare ai fari direzionali montati sulla DS. Opron ebbe così modo di disegnare un corpo vettura originale, ma che nello stesso tempo mostrava una grande affinità stilistica con la GS, rispetto alla quale appariva però più fine ed elegante. Nel 1972 venne terminato il prototipo, praticamente identico alla versione definitiva.
Dal 1972 al 1974, gli sforzi della Casa, peraltro in gravi condizioni finanziarie, vennero indirizzati all'edificazione dello stabilimento di Aulnay-sous-Bois, dalle parti del vecchio aeroporto parigino di Le Bourget, dove venne prevista la fabbricazione della nuova vettura, ultimata alla fine del 1973, in un clima reso ancor più difficile dall'avvento della crisi petrolifera.

### Debutto
Nel mese di giugno del 1974, i primi esemplari cominciarono a uscire dalle catene di montaggio. Sempre a giugno, in Lapponia, la nuova nata venne presentata alla stampa: ben quattrocento giornalisti da tutta Europa accorsero all'evento. La presentazione ufficiale al pubblico avvenne invece a ottobre al Salone dell'automobile di Parigi: nacque così la CX. La cerimonia di presentazione a Parigi vide anche la presenza dell'allora presidente della Repubblica francese, Valéry Giscard d'Estaing.

#### Design esterno e interno
La CX deve il suo nome all'intenso lavoro svolto dall'équipe di Robert Opron per creare una vettura dalle marcate caratteristiche aerodinamiche. Il coefficiente di penetrazione aerodinamica, noto proprio con la sigla Cx, risultò nella nuova ammiraglia francese pari a 0.375, un valore notevole nella prima metà degli anni '70. Nel suo complesso, la CX proponeva una carrozzeria fusiforme a due volumi molto allungati, che fece tesoro sia del già citato prototipo BMC, sia delle riuscite linee della coupé di prestigio della Casa, ossia la SM. La CX viene considerata oggigiorno da molti, l'ultima vettura della Casa francese in stile e tecnologia puramente Citroën, dal momento che in seguito sarebbero nati modelli contaminati stilisticamente e meccanicamente dalla Peugeot, con la quale la Casa di Quai de Javel si sarebbe riunita a formare il Gruppo PSA proprio in quel 1974.
Il frontale, molto affilato, era caratterizzato da due grandi fari trapezoidali a sviluppo orizzontale posti ai lati di una stretta calandra assai semplice, circondata da una cornice cromata e recante al centro il logo Citroën. I fari non erano direzionali per una precisa direttiva imposta ai progettisti dai vertici Citroën. Sotto il gruppo fari-calandra, un paraurti in lamiera di acciaio integrava gli indicatori di direzione e le luci di posizione. Molto elegante e riuscito il disegno della fiancata, caratterizzato dalle tre luci laterali molto ampie e dai passaruota posteriori carenati. Nel complesso, la vista laterale era abbastanza sobria, senza inutili orpelli: la linea del tetto scendeva dolcemente ma con decisione a raccordarsi con la coda, accentuando così l'aerodinamicità del corpo vettura. Quanto alla coda stessa, essa proponeva gruppi ottici sempre di forma trapezoidale, ma stavolta a sviluppo verticale, e uniti tra loro da una fascia in alluminio recante la denominazione del modello e della versione, oltre che il logo della Casa, qui ripetuto in formato ridotto. Un'altra particolare caratteristica della coda stava nel lunotto concavo, un elemento che si ritroverà oltre trent'anni dopo nella discendente dell'erede della CX, ossia la C6.
Anche internamente, i designer svolsero un ottimo lavoro, sia dal punto di vista delle soluzioni, sia sul fronte dell'abitabilità. Accanto alla già citata "lunula" portastrumenti con strumentazione a tamburo rotante, vanno menzionate soluzioni più classiche, ma sempre in stile Citroën, come per esempio il volante monorazza. Altra novità tutt'altro che trascurabile fu l'avvento del doppio dispositivo PRN, consistente in due blocchi di comandi secondari (luci, tergicristalli, indicatori di direzione, ecc.), disposti in prossimità del volante, subito dietro la corona, uno per ogni mano del conducente, in maniera tale da non obbligarlo a togliere le mani dal volante per attivare le funzioni della vettura. Praticamente può essere considerato come l'antesignano dei più recenti volanti multifunzione. L'abitabilità era ai massimi livelli, grazie anche alla particolare scelta nella disposizione degli organi meccanici e del gruppo motopropulsore. Unico neo il bagagliaio che, sia pur alquanto capace, era sprovvisto di portellone, una soluzione purtroppo osteggiata da Pierre Bercot, l'allora presidente della Casa del "double chevron".

#### Struttura, meccanica e motori
La CX era caratterizzata da una struttura particolare, una sorta di soluzione mista monoscocca-telaio: l'ormai universalmente diffusa carrozzeria autoportante era unita a un telaio a piattaforma rinforzata. Tale soluzione, ideata dall'ingegner André Barthélémy, fu il risultato di studi approfonditi in tema di sicurezza passiva. In questo modo il telaio assicurava una notevole rigidità all'insieme, mentre la carrozzeria monoscocca garantiva un ottimo livello di sicurezza grazie alle sue zone deformabili ad assorbimento d'urto. L'unione tra telaio e carrozzeria portante avveniva tramite sedici giunti elastici. Il telaio, inoltre, fungeva da supporto ausiliario per sospensioni, impianto frenante e per il gruppo motopropulsore.
Le sospensioni adottate furono quelle idropneumatiche derivate dalla DS, con bracci oscillanti, barre antirollio e regolazione automatica dell'assetto. L'impianto frenante era a quattro dischi, dei quali quelli anteriori erano autoventilanti. Lo sterzo era a cremagliera, con servosterzo idraulico ottenibile in opzione, esso riprendeva il sistema DIRAVI ("direction à rappel asservi") introdotto dalla SM, cioè il riallineamento automatico delle ruote a veicolo fermo o in moto lento, e l'assistenza degressiva all'aumentare della velocità.
Molto meno innovativa fu la scelta dei motori, anzi, dell'unico motore previsto per il debutto, il quattro cilindri 2 litri (1985 cm³) a carburatore da 102 CV. Tale motore, in ghisa e con distribuzione ad aste e bilancieri, era direttamente mutuato dalla gamma DS (che a sua volta l'aveva ereditato dalla precedente Traction Avant del 1934) ma nel caso della CX dovette essere inclinato di 30° per permettere il disegno di una carrozzeria aerodinamica e affilata. Anche la soluzione di inclinare il motore fu un'idea dell'ingegner Barthélémy. La più grande novità riguardante il motore della CX stava invece nella sua disposizione trasversale, per la prima volta in una Citroën. Tale soluzione fu invece il frutto dell'alleanza con la Fiat, attiva negli anni precedenti. La Casa italiana, infatti, aveva da tempo adottato tale scelta tecnica e la Casa del "double chevron" ne poté scoprire i vantaggi in termini di abitabilità interna. Il cambio era manuale a 4 marce, ed era derivato da quello utilizzato sulla Lancia Beta, in virtù dell'accordo industriale esistito qualche anno prima tra Citroën e Fiat, cui il marchio Lancia apparteneva da pochissimo tempo.

### Evoluzione
La carriera della CX si avviò così tra molte speranze, ma anche tra molti timori. La situazione economica della Casa francese, infatti, fu tutt'altro che florida, erano stati investiti troppi soldi a vuoto, per esempio con il motore Wankel, ipotizzato sia per la CX, sia per altri modelli della Casa. La crisi petrolifera del 1973 stava rendendo la vita difficile a molti costruttori e tramutando molti validissimi modelli in autentici flop commerciali. Non pochi, quindi, ebbero dei dubbi sull'efficacia commerciale di una vettura di grossa cilindrata in questo periodo. Ma nel 1974 si ebbe anche un altro evento, consistente nella fusione tra Citroën e Peugeot, le quali diedero vita al Gruppo PSA. In questo modo la Casa del "double chevron" riuscì a ristabilirsi in parte, anche se dovette rinunciare a molti aspetti che avevano costituito parte della sua identità di marchio.

#### La CX I serie

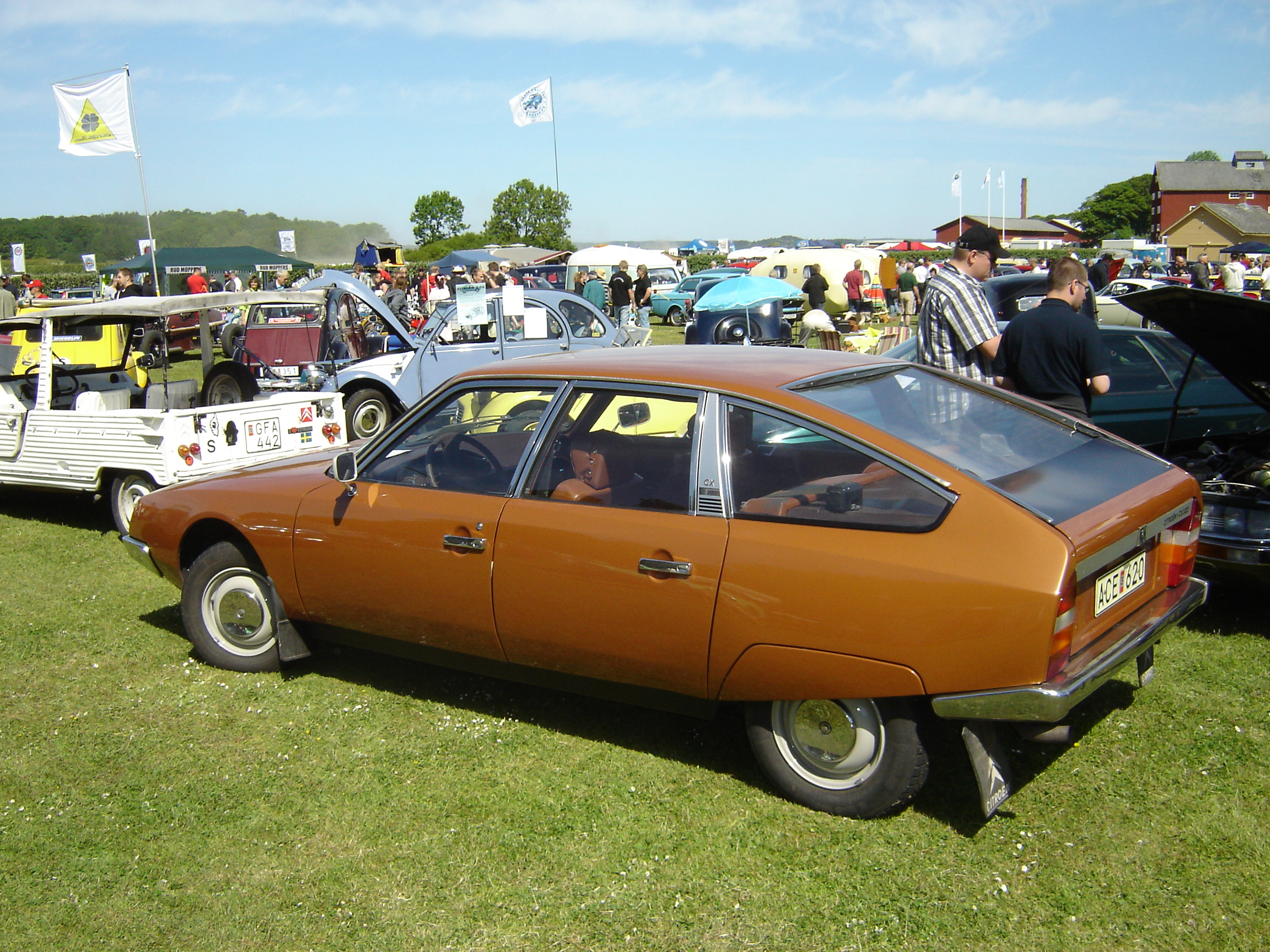
CX 2000 del 1975

La CX 2000 fu inizialmente l'unico modello della gamma, disponibile sia in versione normale, sia in versione Economique, con allestimento di livello inferiore. All'inizio del 1975 la gamma si ampliò finalmente con l'arrivo della CX 2200, la cui produzione fu avviata però già negli ultimi mesi del 1974: tale modello usufruiva anch'essa di un motore derivato direttamente dalla DS, vale a dire quello da 2175 cm³ montato a suo tempo sulla DS21. Questo motore, alimentato a carburatore, erogava una potenza massima di 112 CV. La CX 2200 fu commercializzata nel solo allestimento normale. Nel gennaio del 1975, la CX fu insignita dell'ambito titolo di Auto dell'anno, per la seconda volta dopo il riconoscimento conferito alla GS quattro anni prima. Un mese dopo, a febbraio, la CX ricevette il Prix de la sécurité (Premio della sicurezza), mentre a marzo, in occasione del Salone di Ginevra, la CX ricevette questa volta l'Award Style Auto, con cui venne premiato il suo stile e il suo design. La stampa specializzata ne lodò le qualità dinamiche, la sicurezza (tenuta di strada, stabilità, frenata) e il comfort di marcia; viceversa vennero formulate riserve sulla qualità di certe plastiche e finiture dell'abitacolo.
Inizialmente, la gamma CX non venne allargata molto per non minacciare gli ultimi mesi di carriera della DS, ma quando il 24 aprile del 1975 l'ultima DS uscì dalle catene di montaggio, allora si procedette a una vera e propria estensione della gamma della nuova ammiraglia. Innanzitutto, le versioni normale ed Economique vennero sostituite da un'unica versione denominata Confort. Inoltre, vennero introdotti due nuovi livelli di allestimento, Super e Pallas (il più ricco) e infine, ma non ultima, nacque la CX 2200 Diesel, prima Citroën con motore a gasolio, equipaggiata da un motore, sempre da 2175 cm³, ma ovviamente del tipo ad accensione spontanea, aspirato e in grado di erogare una potenza massima di 66 CV. Questo modello fu disponibile nei livelli di allestimento Confort e Super e fu voluto per fronteggiare la crisi petrolifera con un modello parco nei consumi. Sempre nel corso del 1975, divenne possibile avere con sovrapprezzo un cambio semiautomatico a 3 rapporti per la CX 2200 a benzina. Alla fine dello stesso anno venne lanciata la CX Break, versione station wagon con due file di sedili e un grande vano bagagli, ancora una volta nata dalla mente di Robert Opron, poco prima che questi lasciasse la Citroën per andare alla Renault.
Nel gennaio del 1976 apparve in listino la CX 2400 Prestige, nuova versione, nuovo livello di allestimento, ancor più lussuoso, e nuovo motore, anch'esso ripreso dalla DS, vale a dire il 2347 cm³ da 115 CV. La CX Prestige vantava inoltre una scocca a passo allungato di ben 25 cm, lo stesso utilizzato per le Break, a tutto vantaggio dell'abitabilità interna, specialmente quella per i passeggeri posteriori. A partire dal mese di luglio del 1976, lo stesso motore andò a sostituire il 2.2 litri delle CX 2200 a benzina, che quindi uscirono di scena.

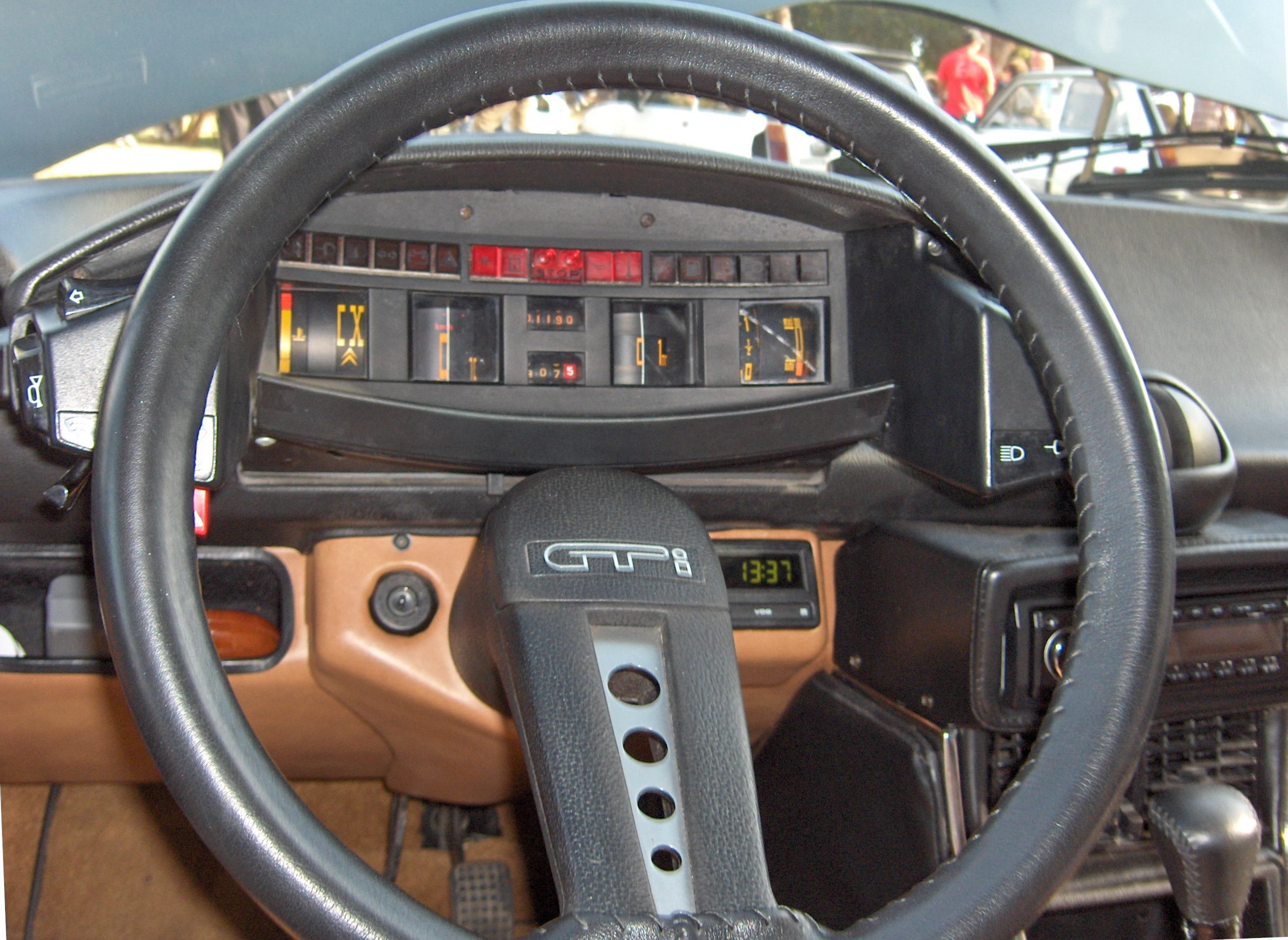
Il cruscotto di una CX

La più grande novità del 1977 si ebbe a maggio con l'introduzione della CX 2400 GTi, nuova versione di punta della gamma, equipaggiata con lo stesso motore delle altre CX 2400, ma con alimentazione a iniezione, il che permetteva il raggiungimento di una potenza massima di 128 CV e di una velocità massima che sfiorava i 190 km/h. La CX GTi usciva di serie con un cambio manuale a 5 marce anziché quattro come nelle altre versioni. Ma per chi voleva questo motore unito al massimo lusso, venne introdotta anche la CX Prestige Injection. Nel frattempo, le vendite della CX, sostenute fin dall'inizio della sua carriera, continuarono a rimanere su livelli più che soddisfacenti.
Nel 1978 si ebbero aggiornamenti estetici di dettaglio, mentre sul fronte dei motori vi fu l'arrivo della CX 2500 Diesel, equipaggiata con un nuovo motore a gasolio, sempre aspirato, da 2499 cm³ di cilindrata, in grado di erogare fino a 75 CV di potenza massima. Sempre nel 1978 si ebbe l'arrivo della CX 2400 Pallas Injection, in pratica una CX GTi con allestimento Pallas. Infine, per i modelli CX 2400 a carburatore e CX 2500 Diesel, fu possibile avere come optional il cambio manuale a 5 marce (solo per gli allestimenti Super e Pallas). Il successo della CX continuò su ritmi sostenuti: le vendite privilegiavano soprattutto le versioni a gasolio, più costose, ma anche più econome dal punto di vista dei costi di esercizio e con motori più longevi. Si arrivò alla fine del decennio con le CX diesel che detenevano quasi la metà delle vendite totali della berlina francese. Un risultato significativo in un'epoca in cui il boom dei motori diesel era ancora di là da venire.
I risultati commerciali 1978 della CX erano i più alti finora registrati - 132.000 unità.
Nel 1979 vi furono alcuni aggiornamenti all'abitacolo, nel quale comparvero le cinture di sicurezza anche per i passeggeri posteriori, e dove la console centrale venne ridisegnata e dotata di un portacenere tondo sulla sua sommità. Per quanto riguarda le novità motoristiche, scomparve dal listino la CX 2200 Diesel, lasciando campo libero alla versione con motore diesel da 2.5 litri. Quest'ultima motorizzazione venne proposta anche in abbinamento alla carrozzeria a passo lungo della Prestige, dando luogo alla CX Limousine 2500 Diesel, provvista di serie, tra l'altro, anche di un cambio manuale a 5 marce. La CX Prestige, dal canto suo, perse il motore da 2.4 litri alimentato a carburatore e perciò fu ordinabile solo con il 2.3 a iniezione. Un'altra importante novità motoristica fu l'arrivo del 2 litri Douvrin prodotto dalla società "Française de Mécanique" una joint-venture con Renault. tale motore andò a sostituire il vecchio 2 litri, le cui origini, addirittura pre-belliche, lo rendevano oramai assai poco efficiente e prestante. Questo nuovo motore, in lega d'alluminio e ad albero a camme in testa della cilindrata di 1995 cm³, erogava una potenza massima di 106 CV e andò a equipaggiare la nuova CX 2000, disponibile nell'allestimento Athena.
Nel gennaio del 1980 la CX 2000 fu proposta anche in un allestimento semplificato, denominato Reflex: ciononostante, la clientela si orientava sempre più frequentemente verso le motorizzazioni diesel, anche a causa della seconda crisi petrolifera del decennio appena concluso, quella del 1979. Inoltre, l'arrivo di concorrenti sempre più agguerrite fecero sì che per la prima volta dal suo esordio, la CX accusò un calo nelle vendite. Tra le altre novità, solo aggiornamenti tecnici di dettaglio, come la CX 2400 a carburatore, la cui potenza passò da 115 a 120 CV, e i modelli CX 2400 Injection, CX GTi e CX Prestige, il cui motore subì alcuni affinanenti nell'erogazione, migliorando leggermente nell'apporto di coppia motrice.
Nel 1981 la dotazione di bordo si arricchì di un econometro, mentre la GTI beneficiò di qualche ritocco estetico di dettaglio. Dal punto di vista tecnico, il cambio a 5 marce, presente fino a quel momento solo su pochi modelli, venne esteso anche ai livelli di allestimento Athena, Pallas e Super. In opzione divenne disponibile un nuovo cambio automatico ZF. Tale cambio, richiesto dalla clientela già da molto tempo, andò a sostituire il cambio semiautomatico disponibile fino a quel momento.

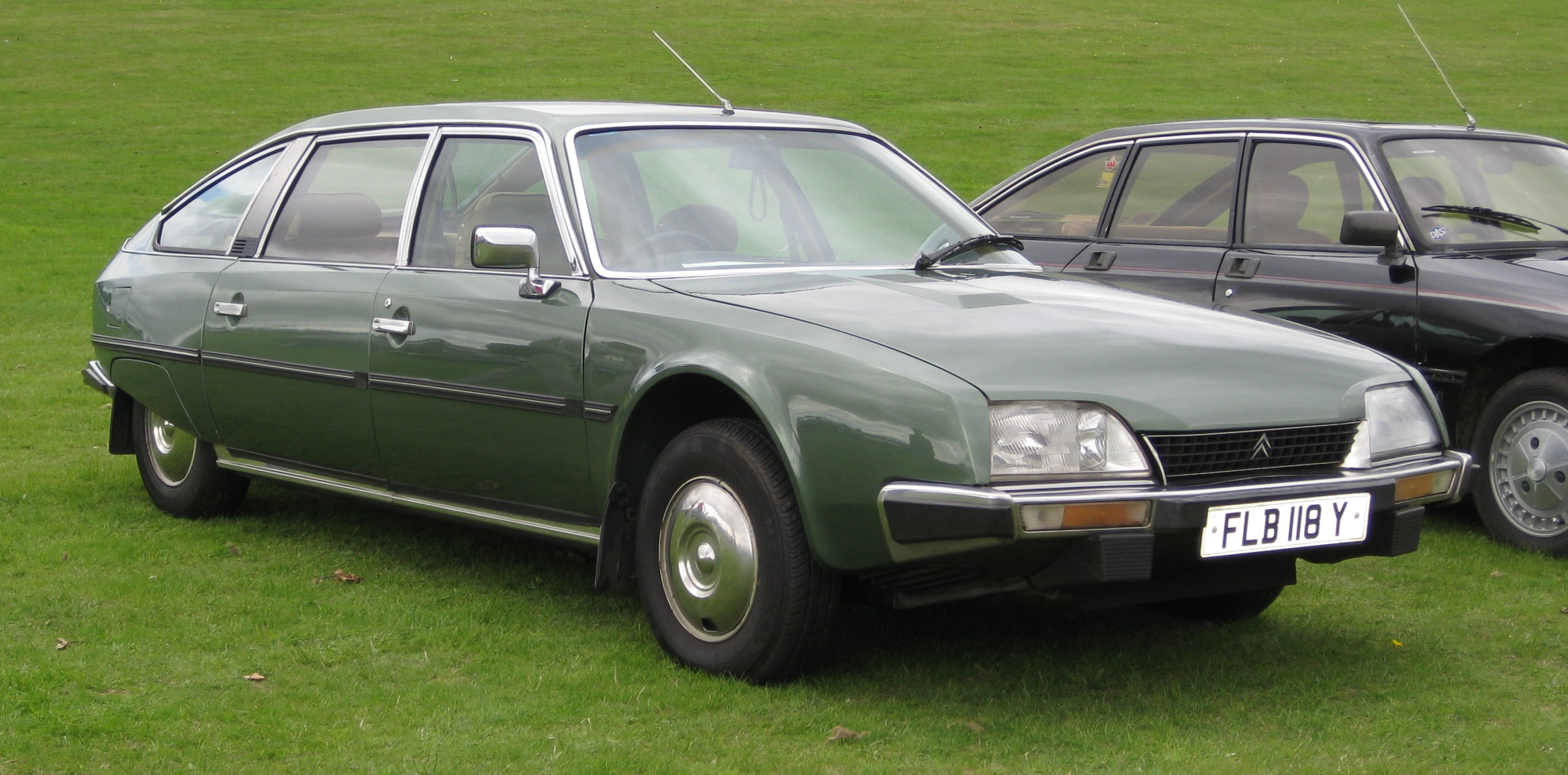
1983 CX Prestige

Modifiche ancor più di dettaglio si ebbero nella prima metà del 1982, ma le notizie più rilevanti si ebbero nei sempre meno incoraggianti risultati commerciali. La CX stava progressivamente calando come numeri di vendita, e ciò a causa della crisi petrolifera che rendeva meno appetibili le vetture di segmento E, mentre stavano prendendo quota modelli di segmenti inferiori, tra cui un'altra Citroën, la BX, lanciata proprio in quell'anno e che già stava raccogliendo consensi a non finire. Prevedendo un simile esito, la Casa francese introdusse nella seconda metà del 1982 una nuova gamma CX, diversa già in alcune denominazioni che mutarono come segue:
- la CX 2000 Reflex divenne CX 20;
- la CX 2000 Athena divenne CX 20 TRE;
- la CX 2500 Diesel Reflex divenne CX 25 D;
- la CX 2500 Diesel Athena divenne CX 25 TRD.

Le altre versioni rimasero immutate nelle denominazioni, ma solo per poco più di un anno: alla fine del 1983, infatti, le CX 2400 ricevettero un nuovo motore da 2499 cm³, alimentato a iniezione e in grado di erogare 138 CV di potenza massima. Per l'occasione, la denominazione delle CX 2400 mutò in CX 25, mentre la CX GTi sparì dal listino, sostituita dalla CX 25 GTi, quest'ultima equipaggiata dallo stesso motore delle altre CX25, che per l'occasione vennero proposte anche con allestimento RI. Il nuovo motore andò anche a equipaggiare le versioni Prestige a passo lungo. Un'altra interessante novità per il 1983 fu l'arrivo della versione turbodiesel, disponibile in due allestimenti denominati CX 25 D Turbo e TRD Turbo. Entrambi erano spinti da una versione sovralimentata del normale 2.5 litri a gasolio. La potenza, in questo caso, raggiungeva 95 CV. Anche la turbodiesel era provvista di un cambio manuale a 5 marce. Ormai, l'unica CX equipaggiata con il vecchio cambio manuale a 4 marce era la CX 20 di base. Il nuovo 2.5 turbodiesel venne montato anche sulla nuova CX Limousine D Turbo, introdotta sempre nel 1983. L'accoglienza della nuova gamma fu entusiastica, specie agli occhi della stampa che elogiò le doti di brillantezza ed economia di esercizio della nuova turbodiesel. Tuttavia le vendite continuarono a essere non molto alte. Unica eccezione fu il mercato cinese che continuò ad accogliere calorosamente la profilata berlina francese.
Nell'ottobre del 1984, la gamma si estese verso l'alto con l'arrivo della CX GTi Turbo, spinta dal solito 2.5 litri a benzina, ma questa volta sovralimentato mediante un turbocompressore. In questo modo la potenza massima salì a 168 CV, garantendo una brillantezza mai vista in una CX fino a quel momento. Questo nuovo modello venne pubblicizzato a raffica in molti Paesi europei, anche in quello italiano, sfruttando l'immagine di una nota ed eccentrica cantante dell'epoca, la famosa Grace Jones, la quale sottolineava le qualità della vettura, ma anche la sua personalità fuori del comune (persino a dieci anni dal suo debutto), con lo slogan C'est démon!. Per adeguare l'impianto frenante alle nuove prestazioni, la lista optional della GTi Turbo venne arricchita dell'ABS.

#### La CX II Serie

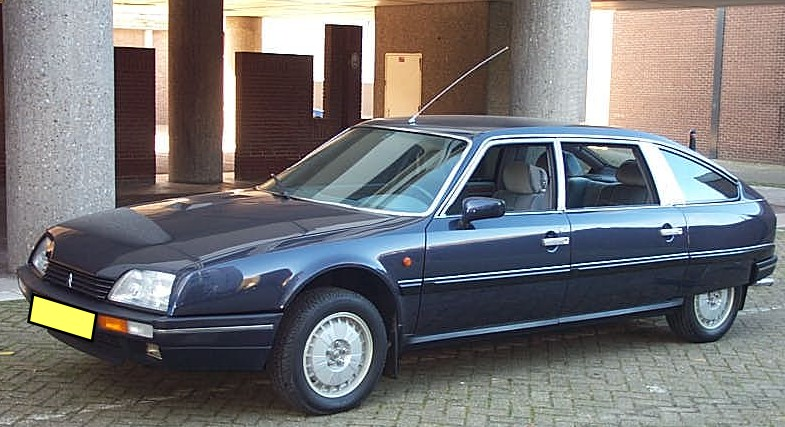
Una CX Prestige seconda serie

Il 1º luglio 1985 fu introdotta la seconda serie della CX: dopo undici anni di carriera, la berlina francese si concesse il primo e unico marcato lifting della sua storia. Gli obsoleti paraurti in metallo furono sostituiti da veri e propri scudi paraurti in plastica, oramai in uso presso la quasi totalità delle vetture dell'epoca. Vennero ridisegnati gli specchietti retrovisori esterni, allargati i passaruota anteriori, e anche la plancia e la strumentazione subirono rivisitazioni, mantenendo la "lunula", ma abbandonando tachimetro e contagiri a tamburo rotante in favore di consueti quadranti analogici. Rimase anche il doppio dispositivo PRN. In realtà, pur essendo distinguibile esternamente con facilità, la seconda serie ha beneficiato di poche modifiche, dettate dall'esiguo budget imposto ai progettisti. Vennero comunque significativamente migliorati i trattamenti anti-corrosione e l'impianto elettrico. Nelle intenzioni dei vertici PSA, infatti, la funzione della CX seconda serie fu semplicemente quella di tenere alto l'interesse della clientela verso l'ammiraglia Citroën, in attesa della sua vera erede, la XM, attesa per il 1989, e per la quale il progetto era già stato avviato.
Dal punto di vista della gamma, vi fu un nuovo, leggero cambio di denominazioni per alcuni modelli: la CX 20 divenne CX 20 RE, mentre la CX 25 D divenne CX 25 RD. Quanto alla CX Prestige, sempre equipaggiata con il 2.5 litri da 138 CV, divenne disponibile unicamente con il cambio automatico a 3 rapporti. Vi furono però anche due nuovi arrivi: il primo fu costituito dalla CX 22 TRS, equipaggiata con il 2.2 litri Douvrin, un motore da 2165 cm³ in grado di erogare fino a 115 CV di potenza massima. La seconda novità nella gamma CX fu l'introduzione della CX Prestige Turbo, equipaggiata con lo stesso motore da 168 CV della GTi Turbo. Nel frattempo la CX 25 D Pallas sparì dal listino.
La stampa ebbe parole di elogio per la nuova CX, ma non altrettanti riscontri si ebbero sul piano commerciale: la CX continuò a far registrare vendite in calo, complice l'ormai evidente anzianità di progetto.
Nel 1986 la GTi Turbo ricevette l'intercooler aria/aria: così equipaggiata prese il nome di CX 25 GTi Turbo 2, e poté essere equipaggiata a richiesta anche del catalizzatore, con il quale, però, la potenza massima scendeva da 168 a 160 CV. In assenza del catalizzatore, la potenza rimase invariata rispetto a prima, ma ne beneficiarono i consumi, sensibilmente ridotti. Analogamente alla GTi, la CX Prestige Turbo divenne CX Prestige Turbo 2. Contemporaneamente la Limousine D Turbo sparì dai listini.
Nel 1987 anche la CX 25 D Turbo beneficiò dello scambiatore di calore, grazie al quale fu possibile innalzare la potenza massima da 95 a ben 120 CV, rendendo la CX 25 D Turbo 2 in grado di raggiungere la velocità massima di 195 km/h e di fregiarsi del titolo di berlina a gasolio più veloce al mondo: anche al termine della sua carriera, quindi, la CX fece parlare di sé, complice anche la campagna pubblicitaria caratterizzata dallo slogan "Taci, benzina!". Grazie a questo exploit le vendite aumentarono leggermente, ma nel 1988, quando la XM era in procinto di essere ultimata, la gamma della CX berlina venne ridotta con l'eliminazione dei modelli CX 25 RI e CX 25 TRD. Le versioni Turbo 2 (GTi e Prestige) ricevettero l'ABS di serie per l'ultimo anno di produzione.
Nel mese di maggio del 1989, con l'introduzione della XM, le CX berlina e limousine vennero definitivamente cancellate dai listini. Rimasero in commercio solo le versioni Break, per altri due anni.

#### La CX Break e le sue derivate

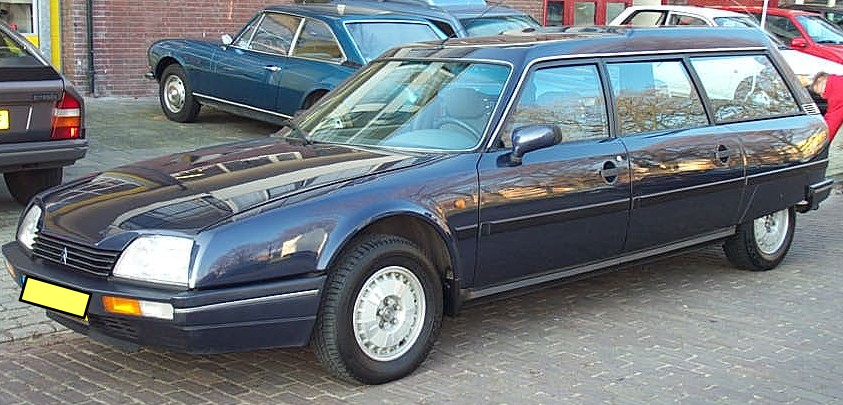
Una CX 25 TGI Break

Nel settembre del 1975 venne presentata la CX Break, versione familiare della CX, posta in listino a partire dal gennaio dell'anno seguente. La vettura conservò la stessa struttura mista scocca-telaio della berlina, ma ne allungò considerevolmente il passo, di ben 25 cm, in maniera tale da offrire un comfort invidiabile anche ai passeggeri posteriori e, nello stesso tempo, per garantire una capacità di carico al top nel suo segmento. Ne derivò un corpo vettura più corto di circa 10 cm rispetto alla DS Break che andò a sostituire, ma con una capacità di carico decisamente superiore, che a divano posteriore abbattuto risultò pari a 2.128 litri, contro i già notevoli 1.900 litri della sua antesignana. Ad ogni modo, anche con il divano non abbattuto, la capacità era tutt'altro che trascurabile, poiché raggiungeva 1.115 litri. Lo stivaggio dei bagagli era poi facilitato da un ampio portellone che veniva sollevato e tenuto in posizione da un sistema pneumatico, mentre la soglia di carico era bassa e quindi agevole. Tecnicamente, una delle differenze più significative tra Break e berlina stava nella presenza dei dischi ventilati anche al retrotreno.
Al suo esordio, la Break era disponibile in due motorizzazioni, vale a dire il 2 litri da 102 CV direttamente derivato da quello della DS, e il 2.2 litri diesel aspirato da 66 CV. Si trattava di motorizzazioni già presenti nella gamma della berlina. I livelli di allestimento erano due, Confort e Super.
Nel settembre del 1976 apparve la CX Ambulance, mentre in ottobre comparve la CX Break Familiale, con tre file di sedili e posto per otto persone. Con questi nuovi modelli debuttò anche il motore da 2347 cm³ e 115 CV, lo stesso motore derivato dalla vecchia DS23 che da qualche mese equipaggiava già le versioni berlina e limousine. Da quel momento fino al lancio della seconda serie, l'evoluzione della gamma fu simile, per molti versi, a quella della berlina. Mancarono però le versioni più spinte (GTi, GTi Turbo, ecc), ma ad esempio si ebbe nel 1983 (contemporaneamente alla berlina) l'arrivo della CX 25 Break TRD Turbo, dotata del 2.5 litri turbodiesel da 95 CV.
Nel 1985 anche la Break beneficiò degli aggiornamenti estetici e interni che hanno caratterizzato anche il lifting della berlina. Ma la versione equipaggiata con il 2.2 litri Douvrin arrivò solo nel 1987, mentre nelle berline era presente già dal 1985. Invece la CX 25 Break TRD Turbo 2, ossia la Break con motore 2.5 turbodiesel con intercooler, arrivò in contemporanea con la corrispondente versione berlina. Non solo, ma per la sola versione Break vi fu anche la possibilità di avere tale motorizzazione anche in versione meno spinta, con una potenza di 106 CV.
Nel 1988 scomparvero le versioni Familiale, mentre nel 1989, con l'uscita di scena della berlina, le versioni Break rimasero le uniche CX in listino. Sempre nel 1989 venne reintrodotta una CX 25 RD Familiale, dotata del 2.5 litri aspirato da 75 CV, mentre a maggio, con la scomparsa della berlina, sparirono anche le Break con motore 2.5 turbodiesel e quelle con il 2.5 a benzina.
Nel 1990, per l'ultimo anno di commercializzazione delle Break, la denominazione venne mutata in CX Evasion, e l'assemblaggio venne delegato alla Heuliez. L'ultima CX Evasion uscì dalle linee di montaggio della Heuliez nel gennaio del 1991. Il nome Evasion verrà rispolverato pochi anni dopo per la nuova monovolume della Casa, la Citroën Evasion, vera erede delle CX Break e Familiale.

### Riepilogo caratteristiche
Di seguito vengono riepilogate le caratteristiche delle varie versioni previste per la gamma CX, sia berlina che Break. Si tenga presente che le versioni Break prodotte tra il 1990 e il 1991 prendono il nome di CX Evasion. I prezzi sono espressi in lire e non vengono indicati nel caso in cui la versione non è stata importata nel nostro Paese.
| Citroën CX (1974-91) |             |                                          |         |                |                                                                  |                |               |                     |                    |              |                     |                    |                    |                            |
| Modello | Carrozzeria | Allestimenti                             | Motore  | Cilindrata cm³ | Alimentazione                                                    | Potenza CV/rpm | Coppia Nm/rpm | Cambio/ Nº rapporti | Massa a vuoto (kg) | Velocità max | Acceler. 0–100 km/h | Consumo (l/100 km) | Anni di produzione | Prezzo al debutto (£x1000) |
| Versioni a benzina |             |                                          |         |                |                                                                  |                |               |                     |                    |              |                     |                    |                    |                            |
| CX 2000 | berlina     | base, Economique, Confort, Pallas, Super | M20/616 | 1985           | Carburatore doppio corpo                                         | 102/5500       | 152/3000      | M/4                 | 1.265              | 174          | 13"1                | 10,4               | 1974-79            | 4.561                      |
| CX 2000 | berlina     | Athena, Reflex                           | 829-A5  | 1995           | Carburatore doppio corpo                                         | 106/5500       | 166/3250      | M/4                 | 1.230              | 176          | 12"1                | 9,9                | 1979-82            | 10.121                     |
| CX 2000 | Break       | Confort, Super                           | M20/616 | 1985           | Carburatore doppio corpo                                         | 102/5500       | 152/3000      | M/4                 | 1.385              | 171          | 14"7                | 11,1               | 1975-79            | 4.234                      |
| CX 2000 | Break       | Reflex                                   | 829-A5  | 1995           | Carburatore doppio corpo                                         | 106/5500       | 166/3250      | M/4                 | 1.330              | 168          | 12"9                | 10,1               | 1979-82            | 10.914                     |
| CX 20 | berlina     | base, RE, TRE                            | 829-A5  | 1995           | Carburatore doppio corpo                                         | 106/5500       | 166/3250      | M/4                 | 1.235              | 176          | 12"1                | 9,9                | 1982-87            | 14.312                     |
| CX 20 | berlina     | RE, TRE, Leader                          | 829-A5  | 1995           | Carburatore doppio corpo                                         | 102/5500       | 162/3250      | M/5                 | 1.220              | 175          | 12"4                | 9,3                | 1987-89            | 24.711                     |
| CX 20 | Break       | base, Reflex, RE                         | 829-A5  | 1995           | Carburatore doppio corpo                                         | 106/5500       | 166/3250      | M/4                 | 1.390              | 168          | 12"9                | 10,1               | 1982-89            | 16.420                     |
| CX 20 | Break       | RE                                       | 829-A5  | 1995           | Carburatore doppio corpo                                         | 106/5500       | 166/3250      | M/5                 | 1.345              | 165          | 14"4                | 9,9                | 1987-91            | -                          |
| CX 2200 | berlina     | base, Super, Pallas                      | M22/617 | 2175           | Carburatore doppio corpo                                         | 112/5500       | 167/3500      | M/4                 | 1.280              | 179          | 11"7                | 10,2               | 1975-76            | 5.955                      |
| CX 22 | berlina     | TRS, Croisette                           | J6TA5   | 2165           | Carburatore doppio corpo                                         | 115/5600       | 178/3250      | M/5                 | 1.275              | 186          | 10"6                | 9,5                | 1985-89            | -                          |
| CX 22 | Break       | RS                                       | J6TA5   | 2165           | Carburatore doppio corpo                                         | 115/5600       | 178/3250      | M/5                 | 1.390              | 180          | 11"9                | 9,9                | 1987-89            | -                          |
| CX 2400 | berlina     | Super, Pallas                            | M23/623 | 2347           | Carburatore doppio corpo                                         | 115/5600       | 180/2750      | M/4                 | 1.315              | 181          | 11"                 | 11,1               | 1976-80            | 8.247                      |
| CX 2400 | berlina     | Super, Pallas                            | M23/639 | 2347           | Carburatore doppio corpo                                         | 120/5500       | 196/2750      | M/5                 | 1.310              | 185          | 11"                 | 10,3               | 1980-82            | -                          |
| CX 2400 | limousine   | Prestige                                 | M23/623 | 2347           | Carburatore doppio corpo                                         | 115/5500       | 180/2750      | M/4                 | 1.450              | 181          | 11"2                | 11,6               | 1976-79            | 11.979                     |
| CX 2400 | Break       | Super                                    | M23/623 | 2347           | Carburatore doppio corpo                                         | 115/5500       | 180/2750      | M/4                 | 1.405              | 174          | 12"4                | 10,3               | 1976-80            | -                          |
| CX 2400 | Break       | Safari                                   | M23/623 | 2347           | Carburatore doppio corpo                                         | 115/5500       | 180/2750      | SA/3                | 1.420              | 170          | 14"3                | 12,7               | 1978-80            | -                          |
| CX 2400 | Break       | Super                                    | M23/639 | 2347           | Carburatore doppio corpo                                         | 120/5500       | 196/2750      | M/4                 | 1.420              | 180          | 11"6                | 11,3               | 1980-82            | -                          |
| CX 2400 | Break       | Safari                                   | M23/639 | 2347           | Carburatore doppio corpo                                         | 120/5500       | 196/2750      | A/3                 | 1.435              | 175          | 12"2                | 12                 | 1980-82            | -                          |
| CX 2400 IE | berlina     | GTi                                      | M23/622 | 2347           | Iniezione elettronica indiretta                                  | 128/4800       | 197/3600      | M/5                 | 1.345              | 189          | 10"5                | 11,1               | 1977-80            | 10.973                     |
| CX 2400 IE | berlina     | GTi                                      | M23/622 | 2347           | Iniezione elettronica indiretta                                  | 130/5000       | 201/3750      | M/5                 | 1.375              | 191          | 10"3                | 11,1               | 1980-83            | 18.025                     |
| CX 2400 IE | berlina     | Pallas                                   | M23/622 | 2347           | Iniezione elettronica indiretta                                  | 128/4800       | 197/3600      | SA/3                | 1.330              | 177          | 13"4                | 11,8               | 1977-80            | -                          |
| CX 2400 IE | berlina     | Pallas                                   | M23/622 | 2347           | Iniezione elettronica indiretta                                  | 130/5000       | 201/3750      | A/3                 | 1.370              | 185          | 12"                 | 11,2               | 1980-83            | -                          |
| CX 2400 IE | limousine   | Prestige                                 | M23/622 | 2347           | Iniezione elettronica indiretta                                  | 128/4800       | 197/3600      | M/5                 | 1.475              | 190          | 11"1                | 10,6               | 1977-80            | 12.624                     |
| CX 2400 IE | limousine   | Prestige                                 | M23/622 | 2347           | Iniezione elettronica indiretta                                  | 130/5000       | 201/3750      | M/5                 | 1.455              | 192          | 10"9                | 10,5               | 1980-83            | 21.501                     |
| CX 25 | berlina     | base, Pallas, GTi                        | M25/659 | 2499           | Iniezione elettronica indiretta                                  | 138/5000       | 211/4000      | M/5                 | 1.370              | 201          | 9"2                 | 10,1               | 1983-89            | 29.4851                    |
| CX 25 | limousine   | Prestige                                 | M25/659 | 2499           | Iniezione elettronica indiretta                                  | 138/5000       | 211/4000      | M/5                 | 1.450              | 200          | 10"6                | 10,4               | 1983-85            | 44.4292                    |
| CX 25 | limousine   | Prestige                                 | M25/659 | 2499           | Iniezione elettronica indiretta                                  | 138/5000       | 211/4000      | A/3                 | 1.450              | 188          | 11"5                | 14,6               | 1985-89            | -                          |
| CX 25 | Break       | TRI, TGI                                 | M25/659 | 2499           | Iniezione elettronica indiretta                                  | 138/5000       | 211/4000      | M/5                 | 1.435              | 195          | 9"3                 | 10,3               | 1985-91            | -                          |
| CX 25 cat. | berlina     | GTi                                      | M25/659 | 2499           | Iniezione elettronica indiretta                                  | 123/5100       | 191/4000      | M/5                 | 1.370              | 195          | 11"3                | 11                 | 1987-89            | -                          |
| CX 25 cat. | limousine   | Prestige                                 | M25/659 | 2499           | Iniezione elettronica indiretta                                  | 123/5100       | 191/4000      | A/3                 | 1.450              | 190          | 12"6                | 14,1               | 1987-89            | -                          |
| CX 25 cat. | Break       | TRI, TGI                                 | M25/659 | 2499           | Iniezione elettronica indiretta                                  | 123/5100       | 191/4000      | M/5                 | 1.435              | 190          | 12"5                | 11,2               | 1987-91            | -                          |
| CX Turbo | berlina     | GTi                                      | M25/662 | 2499           | Iniezione elettronica indiretta + turbocompressore               | 168/5000       | 294/3250      | M/5                 | 1.385              | 220          | 8"                  | 10,7               | 1985-86            | 38.129                     |
| CX Turbo | limousine   | Prestige                                 | M25/662 | 2499           | Iniezione elettronica indiretta + turbocompressore               | 168/5000       | 294/3250      | M/5                 | 1.480              | 213          | 8"2                 | 11,3               | 1985-86            | -                          |
| CX Turbo 2 | berlina     | GTi                                      | M25/662 | 2499           | Iniezione elettronica indiretta + turbocompressore e intercooler | 168/5000       | 294/3250      | M/5                 | 1.385              | 223          | 7"8                 | 10,4               | 1986-89            | 41.8616                    |
| CX Turbo 2 | limousine   | Prestige                                 | M25/662 | 2499           | Iniezione elettronica indiretta + turbocompressore e intercooler | 168/5000       | 294/3250      | M/5                 | 1.480              | 215          | 8"3                 | 11,1               | 1986-89            | -                          |
| CX Turbo 2 cat. | berlina     | GTi                                      | M25/662 | 2499           | Iniezione elettronica indiretta + turbocompressore e intercooler | 160/4750       | 275/3250      | M/5                 | 1.385              | 215          | 9"2                 | 11                 | 1986-89            | -                          |
| CX Turbo 2 cat. | limousine   | Prestige                                 | M25/662 | 2499           | Iniezione elettronica indiretta + turbocompressore e intercooler | 160/4750       | 275/3250      | M/5                 | 1.480              | 211          | 8"9                 | 10,8               | 1986-89            | -                          |
| Versioni a gasolio |             |                                          |         |                |                                                                  |                |               |                     |                    |              |                     |                    |                    |                            |
| CX 2200 Diesel | berlina     | Confort, Super                           | M22/621 | 2175           | Diesel aspirato iniezione indiretta                              | 66/4500        | 125.7/2750    | M/4                 | 1.345              | 146          | 20"1                | 8,2                | 1975-78            | 7.8613                     |
| CX 2200 Diesel | Break       | Confort, Super                           | M22/621 | 2175           | Diesel aspirato iniezione indiretta                              | 66/4500        | 125.7/2750    | M/4                 | 1.450              | 144          | 22"8                | 8,4                | 1975-78            | 10.1764                    |
| CX 2500 Diesel | berlina     | Confort, Super, Pallas                   | M25/629 | 2499           | Diesel aspirato iniezione indiretta                              | 75/4250        | 150/2000      | M/4                 | 1.330              | 157          | 17"8                | 7,8                | 1978-82            | 9.877                      |
| CX 2500 Diesel | limousine   | -                                        | M25/629 | 2499           | Diesel aspirato iniezione indiretta                              | 75/4250        | 150/2000      | M/5                 | 1.440              | 154          | 17"3                | 7,6                | 1979-83            | 16.2385                    |
| CX 2500 Diesel | Break       | Confort, Super                           | M25/629 | 2499           | Diesel aspirato iniezione indiretta                              | 75/4250        | 150/2000      | M/4                 | 1.465              | 145          | 19"8                | 7,9                | 1978-82            | 11.356                     |
| CX 25 D | berlina     | base                                     | M25/629 | 2499           | Diesel aspirato iniezione indiretta                              | 75/4250        | 150/2000      | M/4                 | 1.370              | 147          | 16"8                | 7,6                | 1982-85            | 16.597                     |
| CX 25 D | berlina     | Pallas                                   | M25/629 | 2499           | Diesel aspirato iniezione indiretta                              | 75/4250        | 150/2000      | M/5                 | 1.370              | 156          | 16"8                | 7,2                | 1982-85            | 18.356                     |
| CX 25 D | Break       | base                                     | M25/629 | 2499           | Diesel aspirato iniezione indiretta                              | 75/4250        | 150/2000      | M/4                 | 1.500              | 145          | 19"8                | 7,8                | 1982-85            | 19.888                     |
| CX 25 D | Break       | Super                                    | M25/629 | 2499           | Diesel aspirato iniezione indiretta                              | 75/4250        | 150/2000      | M/5                 | 1.465              | 151          | 19"                 | 7,8                | 1982-85            | -                          |
| CX 25 D | berlina     | RD, TRD                                  | M25/660 | 2499           | Diesel aspirato iniezione indiretta                              | 75/4250        | 153/2000      | M/5                 | 1.370              | 158          | 16"8                | 7,1                | 1985-89            | 23.233                     |
| CX 25 D | Break       | RD                                       | M25/660 | 2499           | Diesel aspirato iniezione indiretta                              | 75/4250        | 153/2000      | M/5                 | 1.475              | 145          | 19"8                | 7,8                | 1985-91            | 28.541                     |
| CX 2500 D Turbo | berlina     | RD, TRD                                  | M25/648 | 2499           | Turbodiesel iniezione indiretta                                  | 95/3700        | 216/2000      | M/5                 | 1.405              | 174          | 13"3                | 7,2                | 1983-85            | 20.452                     |
| CX 2500 D Turbo | limousine   | -                                        | M25/648 | 2499           | Turbodiesel iniezione indiretta                                  | 95/3700        | 216/2000      | M/5                 | 1.450              | 174          | 13"2                | 7,3                | 1983-85            | 25.4931                    |
| CX 2500 D Turbo | Break       | TRD                                      | M25/648 | 2499           | Turbodiesel iniezione indiretta                                  | 95/3700        | 216/2000      | M/5                 | 1.520              | 170          | 13"7                | 7,6                | 1983-85            | 26.8931                    |
| CX 25 D Turbo | berlina     | RD, TRD                                  | M25/648 | 2499           | Turbodiesel iniezione indiretta                                  | 95/3700        | 216/2000      | M/5                 | 1.405              | 176          | 13"3                | 7,1                | 1985-87            | 24.629                     |
| CX 25 D Turbo | Break       | TRD                                      | M25/648 | 2499           | Turbodiesel iniezione indiretta                                  | 95/3700        | 216/2000      | M/5                 | 1.520              | 170          | 13"7                | 7,6                | 1985-87            | 29.577                     |
| CX 25 D Turbo 2 | berlina     | RD, TRD                                  | M25/669 | 2499           | Turbodiesel + intercooler Iniezione indiretta                    | 120/3900       | 256/2000      | M/5                 | 1.360              | 195          | 10"5                | 6,7                | 1987-89            | 28.080                     |
| CX 25 D Turbo 2 | Break       | TRD                                      | M25/669 | 2499           | Turbodiesel + intercooler Iniezione indiretta                    | 120/3900       | 256/2000      | M/5                 | 1.480              | 188          | 12"6                | 7,1                | 1987-91            | 33.233                     |
| Note: 1 In Italia a partire dal 1984 2 In Italia tra il 1985 e il 1986 3 In Italia a partire dal 1976 4 In Italia a partire dal 1977 5 In Italia a partire dal 1981 6 In Italia a partire dal 1987 |             |                                          |         |                |                                                                  |                |               |                     |                    |              |                     |                    |                    |                            |

## Curiosità
La sigla scelta per il progetto, "L", al momento della produzione venne mutata passando alla lettera dell'alfabeto successiva: la "M". Dietro questa modifica apparentemente priva di significato vi è una curiosità linguistica: in francese infatti la gamma CX si sarebbe dovuta chiamare "Gamme L", ovvero la gamma "L", la cui pronuncia sarebbe stata molto simile alla parola "gamelle" (scodella, ciotola). Evidentemente in casa Citroën hanno pensato che una eventuale assonanza tra l'ammiraglia della Casa e una ciotola non fosse poi così buona come scelta commerciale. Da quel momento, la lettera M avrebbe indicato la gamma dei motori derivati dalla DS e montati sulla CX, ma anche la serie dei codici di progetto delle versioni equipaggiate con tali motori.